# Sneis (Streymoy)
Sneis è una montagna alta 747 metri sul mare situata sull'isola di Streymoy, la maggiore dell'arcipelago delle Isole Fær Øer, in Danimarca.
È la trentunesima montagna, per altezza, dell'intero arcipelago, a pari merito con Omanfyri Klivsdal, e l'ottava, sempre per altezza, dell'isola.

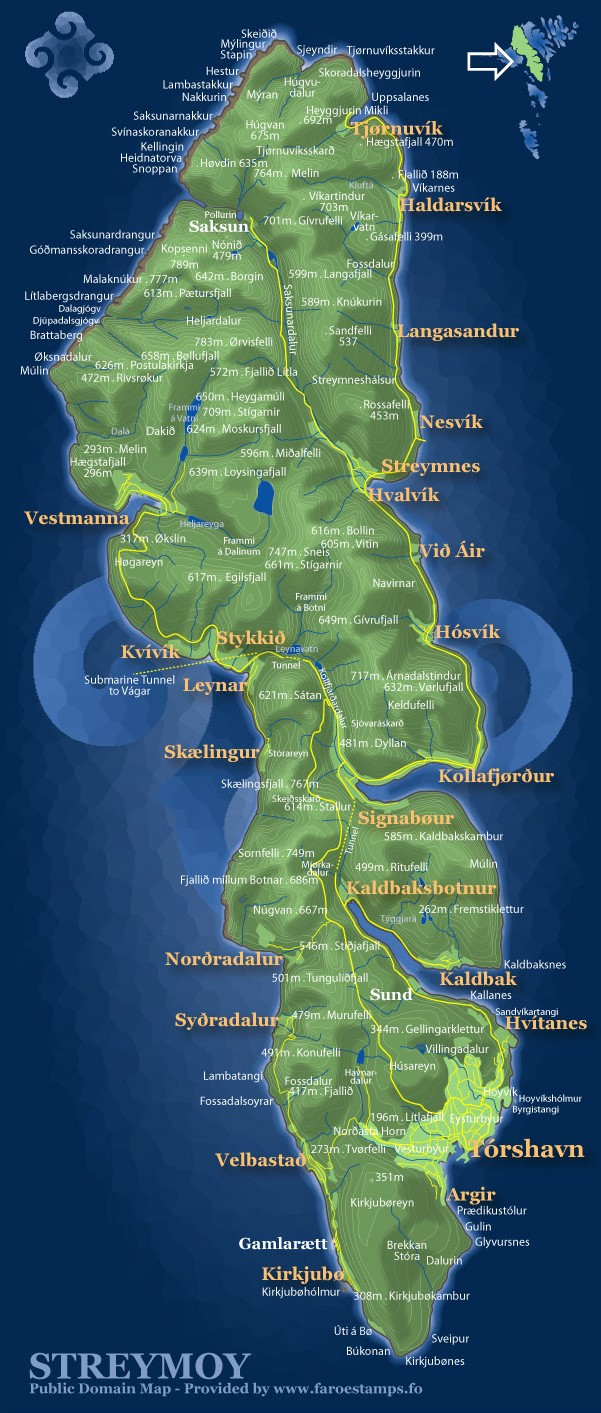
Isola di Streymoy, mappa delle località e delle alture